# Ceroplastes immanis
Ceroplastes immanis är en insektsart som beskrevs av Green 1935. Ceroplastes immanis ingår i släktet Ceroplastes och familjen skålsköldlöss. Inga underarter finns listade i Catalogue of Life.